# 中国驻几内亚大使馆
中华人民共和国驻几内亚共和国大使馆（法語：Ambassade de la République Populaire de Chine en République de Guinée），简称中国驻几内亚大使馆，是中华人民共和国在几内亚的官方外交代表机构。位于几内亚首都科纳克里的Dixinn区Cité Ministérielle的东卡（Donka）。

## 歷史
中國與几内亚于1959年10月4日建交，1959年12月开始派遣大使，1960年在科纳克里开设大使馆。
中华人民共和国与冈比亚断交期间，对冈相关事务曾暂由驻几内亚大使馆兼辖，2005年中国与塞内加尔建交后，改为由驻塞内加尔大使馆兼辖。

## 机构设置
中国驻几内亚大使馆设置下列机构：
- 政治处
- 经商处
- 办公室

## 外部連結
- 中华人民共和国驻几内亚共和国大使馆官方网站（简体中文）（法文）
- 中国驻几内亚大使馆的X（前Twitter）